# 小嶋時久
小嶋 時久（こじま ときひさ、1881年2月1日 - 1962年4月13日）は、日本陸軍の軍人。最終階級は陸軍少将。

## 経歴
- 1881年（明治14年） - 小嶋啓太－セイの三男として栃木県下都賀郡旧下稲葉村（現 壬生町下稲葉）で生まれる
- 1893年（明治26年） - 稲葉尋常小学校卒業
- 1895年（明治28年） - 稲葉高等小学校卒業、代用教員となる
- 1896年（明治29年） - 旧制栃木県尋常中学校栃木分校の開校を待ち、1回生として入学
- 1901年（明治34年） - 同校を卒業、陸軍士官学校入学
- 1903年（明治36年）11月 - 陸軍士官学校を卒業（15期）
- 1904年（明治37年）3月 - 輜重兵少尉任官・陸軍運輸部配属
  - 日露戦争に出征
- 1905年（明治38年） - 日露戦争より復員
- 1906年（明治39年） - 宇賀神忠三郎－キミの二女・トウと結婚
- 1907年（明治40年） - 東京で長女・久誕生
- 1909年（明治42年） - 青森県弘前市で長男・忠久誕生
- 1910年（明治43年） - 東京で二女・登志誕生
- 1911年（明治44年） - 羅南（朝鮮）に赴任
- 1912年（大正元年）11月 - 陸軍大学校（24期）卒業
- 1913年（大正2年） - 二男・清誕生（4歳で死亡）
- 1918年（大正7年） - 新宿・大久保百人町の分譲地に住居新築、三男・三郎誕生
- 1921年（大正10年） - 同地で三女・春誕生
- 1923年（大正12年） - 仙台駐在から東京に戻る
- 1924年（大正13年） - 香川県善通寺に赴任
- 1926年（大正15年）3月 - 輜重兵大佐昇進、輜重兵第11大隊長に就任
- 1927年（昭和2年）7月 - 輜重兵監部員
- 1928年（昭和3年） - 勲三等瑞宝章を授与される
- 1931年（昭和6年）8月 - 陸軍少将進級・輜重兵監部付
- 1932年（昭和7年） - 夫妻で新宿御苑での観菊会に招かれる
- 1933年（昭和8年）3月 - 陸軍自動車学校長に就任
- 1934年（昭和9年）8月 - 勲二等瑞宝章を授与される、陸軍自動車学校長を退官し、待命
  - 9月 - 予備役となる
- 1935年（昭和10年） - 『輜重兵戦術とは＜全＞』を出版
- 1937年（昭和12年） - 『輜重兵戦術とは＜続＞』を出版、東京・大森に借地し、敷地内に父子で天文台を設置
- 1942年（昭和17年） - 『兵用天文 星で方角を知る方法』（初版）を出版
- 1945年（昭和20年） - 東京大空襲により被災し、栃木県下都賀郡壬生町へ移住、「拓生」開拓団地に入植
- 1948年（昭和23年） - 開拓農業組合長に就任、2町5反の自作農になる
- 1962年（昭和37年） - くも膜下出血で倒れ、死去（享年81）

## 栄典
- 1904年（明治37年）5月17日 - 正八位[1]
- 1905年（明治38年）8月18日 - 従七位[2]
- 1910年（明治43年）9月30日 - 正七位[3]
- 1915年（大正4年）10月30日 - 従六位[4]
- 1920年（大正9年）11月30日 - 正六位[5]
- 1931年（昭和6年）2月2日 - 正五位[6]

## 親族
- 孫：宇井純（環境学者）